# Worser Bay
La banlieue de Worser Bay  au niveau de la capitale Wellington de la Nouvelle-Zélande est située dans l’Île du Nord.

## Situation
Elle est située le long de la plage à partir de la banlieue de Seatoun et remonte sur les collines de Miramar sur la péninsule de Miramar (en). 
Elle présente une plage de sable, calme, avec une petite route longeant la base des collines de Seatoun Heights.
Des maisons s’étagent tout le long du flanc de la route de la colline avec des parkings et des installations à l’opposé.
La plage est sujette aux conditions venteuses de Wellington, avec des rafales venant du nord souvent changeantes et froides, avec un régime plus constant, quand le vent vient du sud. 
Les eaux sont calmes car la plage est située dans ce port naturel et en été, c’est une destination populaire pour les familles, ressemblant beaucoup à la banlieue de Scorching Bay située à proximité. 
Elle est limitée au nord par Karaka Bay, à l’est par le port de Wellington (en), au sud par la banlieue de Seatoun, à l’ouest par la ville de Miramar.

## Toponymie
Elle est dénommée d’après les fréquentes prédictions de James Heberley, parlant du pire temps (worser) ; la plage abrite toujours la maison originale du pilote qui a hébergé James et les autres pilotes à partir de 1866 qui intervenaient pour l'entrée dans le port.

## Éducation
L'école de Worser Bay est une école primaire publique mixte accueillant des élèves de la première à la sixième année. Elle est située au sommet de la colline entre Seatoun Heights et Miramar Heights.
Elle a célébré son centenaire en 1997.
C’est le site d’un des plus anciens Pā Maori, nommé Whetukairangi.

## Caractéristiques du paysage
Les bâtiments du yacht club, de la maison des scouts et le bâtiment du club de surf sont situés à l’extrémité nord de la plage.
- Le Worser Bay Boating Club (en) fut fondé en 1926 et est devenu un leader dans la classe des dériveurs des Sunburst, spécifiques de la Nouvelle-Zélande. L'accent est également mis sur la navigation des jeunes sur les Optimist, classe P (en) et les dinghies de type Starling (en). Plus récemment, les 420 et les skiffs sont devenus de plus en plus populaires. Avec un certain nombre de champions nationaux, en particulier en 2002 où Greg Wilcox gagna le championnat du monde des OK dinghy à Napier.

- La salle des scouts marins fut construite en 1967 au sommet du bâtiment des contrôles des mines datant de la guerre, qui fut depuis convertit pour abriter les yachts et les bateaux à rames. Les effectifs ont nettement diminué dans les années 1990 mais le Club des Scouts est en train de bénéficier actuellement d’un regain d'intérêt.

- Le Worser Bay Surf Lifesaving Club fut fondé en 1910, participant aux nombreuses compétitions de sauvetage en mer organisées dans le pays. Bien qu’il ait duré de nombreuses années de plus que le Scorching Bay Lifesaving Club, les effectifs du Worser Bay ont diminué jusqu’en 1990, quand les fonctions officielles au niveau du club cessèrent. Vers la fin de la décennie, une école de planche à voile commença à utiliser les installations. Ceci semble avoir secoué le club et il rouvrit en tant que club de sauvetage en 2000, en se concentrant sur les jeunes.